# Okręg Nogent-le-Rotrou
Okręg Nogent-le-Rotrou (fr. Arrondissement de Nogent-le-Rotrou) – okręg w środkowej Francji, departamencie Eure-et-Loir. Populacja wynosi 37 400.

## Podział administracyjny
W skład okręgu wchodzą następujące kantony:
- Authon-du-Perche,
- La Loupe,
- Nogent-le-Rotrou,
- Thiron-Gardais.